# Ключ 81
| 比                     | 比            | 比            |
| ---------------------- | ------------- | ------------- |
| 80                     | 81            | 82            |
| Піньінь:               | bǐ            | bǐ            |
| Чжуїнь:                | ㄅㄧˇ         | ㄅㄧˇ         |
| Вейд-Джайлз:           | pi3           | pi3           |
| Ютпхін:                | bei2          | bei2          |
| Он:                    |               |               |
| Кун:                   |               |               |
| Кандзі:                | 比 kuraberu   | 比 kuraberu   |
| Хун:                   | 견줄 gyeonjul | 견줄 gyeonjul |
| Им:                    | 비 bi         | 비 bi         |
| Індекс у Вікісловнику: | 比            | 比            |

Ключ 81 — ієрогліфічний ключ, що означає порівнювати або змагатись і є одним із 34 (загалом існує 214) ключів Кансі, що складаються з чотирьох рисок.
У Словнику Кансі 21 символ із 40 030 використовує цей ключ.

## Символи, що використовують ключ 81

Як писати ієрогліф.

| без додаткових | 比       |
| 2 додаткові    | 毕       |
| 5 додаткових   | 毖 毗 毘 |
| 6 додаткових   | 毙       |
| 13 додаткових  | 毚       |